# Lumpectomia
La lumpectomia (a volte nota come tilectomia, mastectomia parziale, resezione segmentale del seno o vasta escissione locale del seno) è una rimozione chirurgica di una discreta porzione o "grumo" di tessuto mammario, di solito nel trattamento di un tumore maligno o tumore della mammella. È considerata una terapia conservativa del seno praticabile, poiché la quantità di tessuto rimosso è limitata rispetto a una mastectomia radicale e quindi può avere vantaggi fisici ed emotivi rispetto a trattamenti più deturpanti. A volte una lumpectomia può essere utilizzata per confermare o escludere che sia stato effettivamente rilevato il cancro. Una lumpectomia è di solito raccomandata a pazienti il cui tumore è stato rilevato precocemente e che non hanno tumori estesi. Sebbene una lumpectomia venga utilizzata per consentire alla maggior parte del seno di rimanere intatta, la procedura può comportare effetti avversi che possono includere sensibilità e provocare tessuto cicatriziale, dolore e possibile deturpazione del seno, se il nodulo rimosso è significativo. Secondo le linee guida della National Comprehensive Cancer Network, la lumpectomia può essere eseguita per carcinoma duttale in situ (DCIS), carcinoma duttale infiltrante o invasivo o altre condizioni.

## Esempi di tumori trattati
Il DCIS, o carcinoma intraduttale è, per definizione, un tumore al seno limitato al rivestimento dei dotti del latte e rappresenta circa il 20% dei carcinomi mammari negli Stati Uniti. Sebbene il trattamento precoce del DCIS fosse simile al carcinoma mammario invasivo, comportando la mastectomia completa e talvolta la dissezione dei linfonodi, un'evoluzione nella comprensione dei diversi tipi di carcinoma mammario ha spinto gli studi ad esaminare l'adeguatezza di trattamenti chirurgici meno estremi. I risultati di uno studio clinico randomizzato di otto anni alla fine degli anni '80 hanno mostrato che, anche se la sola lumpectomia fosse associata a recidive significative, la lumpectomia associata a radioterapia locale ha ottenuto risultati simili alla mastectomia totale nel trattamento del DCIS. Questo è stato il primo dato sostanziale che ha mostrato che la cosiddetta "terapia di conservazione del seno" era una possibilità reale.
Dopo che è stata eseguita una lumpectomia per DCIS, viene in genere eseguita una radioterapia locale per aiutare a eliminare la malattia a livello microscopico. La biopsia dei linfonodi sentinella ascellari, come metodo di screening per la malattia metastatica nel DCIS non invasivo, sta perdendo il favore perché i rischi della procedura superano qualsiasi effetto sui risultati. Per il DCIS la chemioterapia non è raccomandata, ma il tamoxifene può essere raccomandato per i tumori che contengono molti recettori degli estrogeni.
Per i pazienti con carcinoma duttale invasivo che hanno subito una lumpectomia, sono generalmente raccomandate la biopsia dei linfonodi e la radioterapia. Viene spesso raccomandata la chemioterapia adiuvante, ma potrebbe non esserlo se il tumore è piccolo e non ci sono metastasi linfonodali. Per tumori più grandi, può essere raccomandata la chemioterapia neoadiuvante.

## Procedura
Una lumpectomia è un intervento chirurgico per rimuovere un tumore al seno insieme a un "margine" del normale tessuto mammario. Il margine è il tessuto sano e non canceroso che si trova vicino al tumore. Un patologo analizza il margine asportato dalla lumpectomia per rilevare eventuali cellule tumorali. Un margine canceroso è "positivo" mentre un margine sano è "pulito" o "negativo". Una lumpectomia con nuova escissione viene eseguita se il margine viene rilevato come positivo o le cellule cancerose sono molto vicine al margine. La biopsia del linfonodo sentinella (SLNB) o la dissezione linfonodale ascellare (ALND) possono essere utilizzate per determinare se il tumore è progredito fuori dal seno e in altre parti del corpo. La biopsia del linfonodo sentinella è l'analisi di alcuni nodi sentinella rimossi per la presenza di cellule cancerose. Una sostanza radioattiva viene utilizzata per tingere i nodi sentinella per una facile identificazione e rimozione. Se viene rilevato un tumore nel nodo sentinella, è necessario un ulteriore trattamento. La dissezione del nodo ascellare comporta l'escissione dei linfonodi collegati al tumore dall'ascella (axilla). Le radiazioni vengono generalmente utilizzate insieme alla lumpectomia per prevenire ricadute future. Il trattamento con radiazioni può durare da cinque a sette settimane dopo la lumpectomia. Sebbene la lumpectomia con radiazioni aiuti a ridurre il rischio di recidiva del cancro, non è una cura e il cancro può ancora tornare.

## Galleria d'immagini

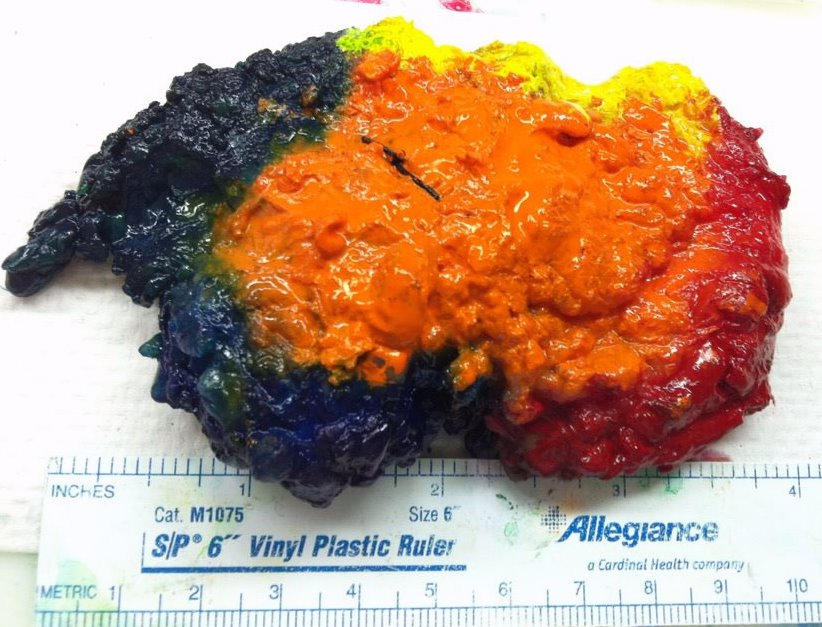
Biopsia escissionale di una massa del seno sinistro
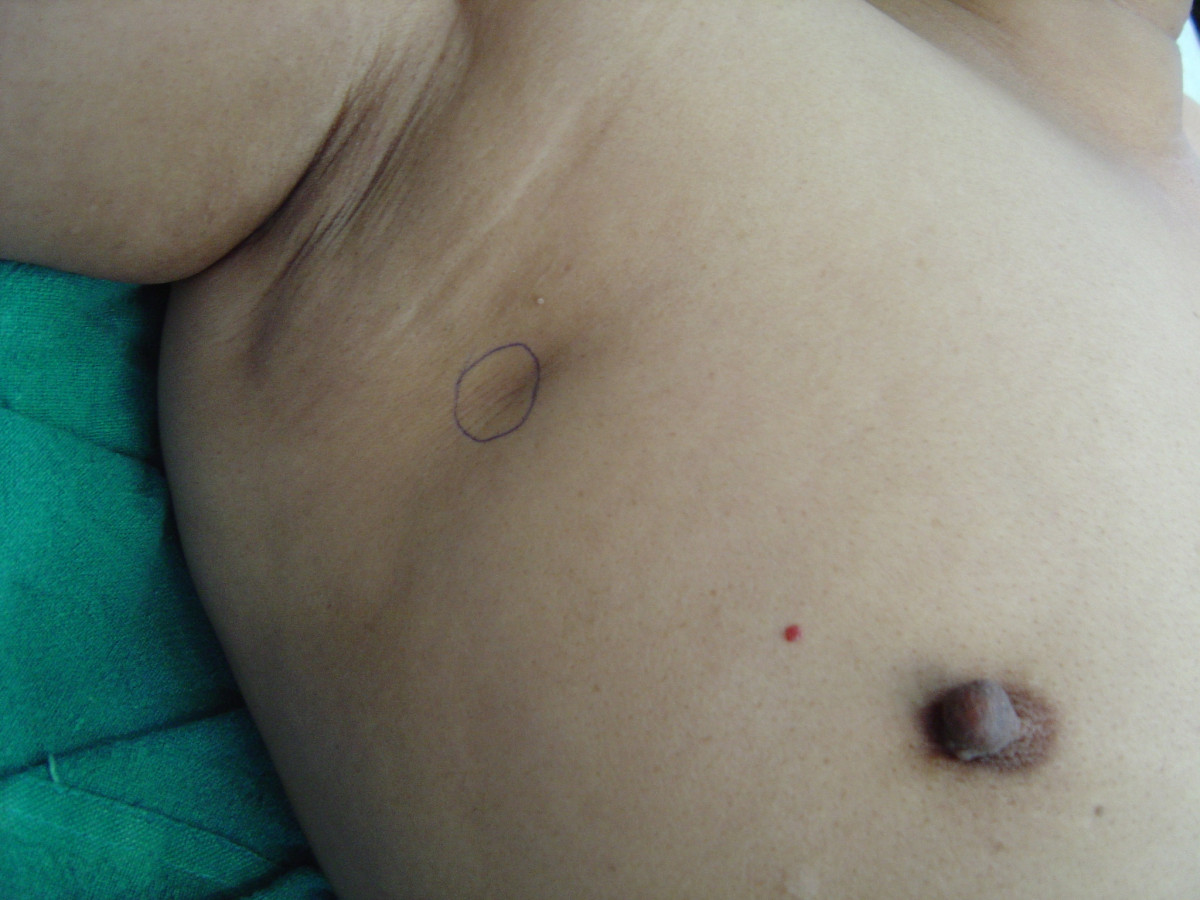
Il quadro clinico che mostra la posizione del nodulo e la precedente cicatrice operativa.
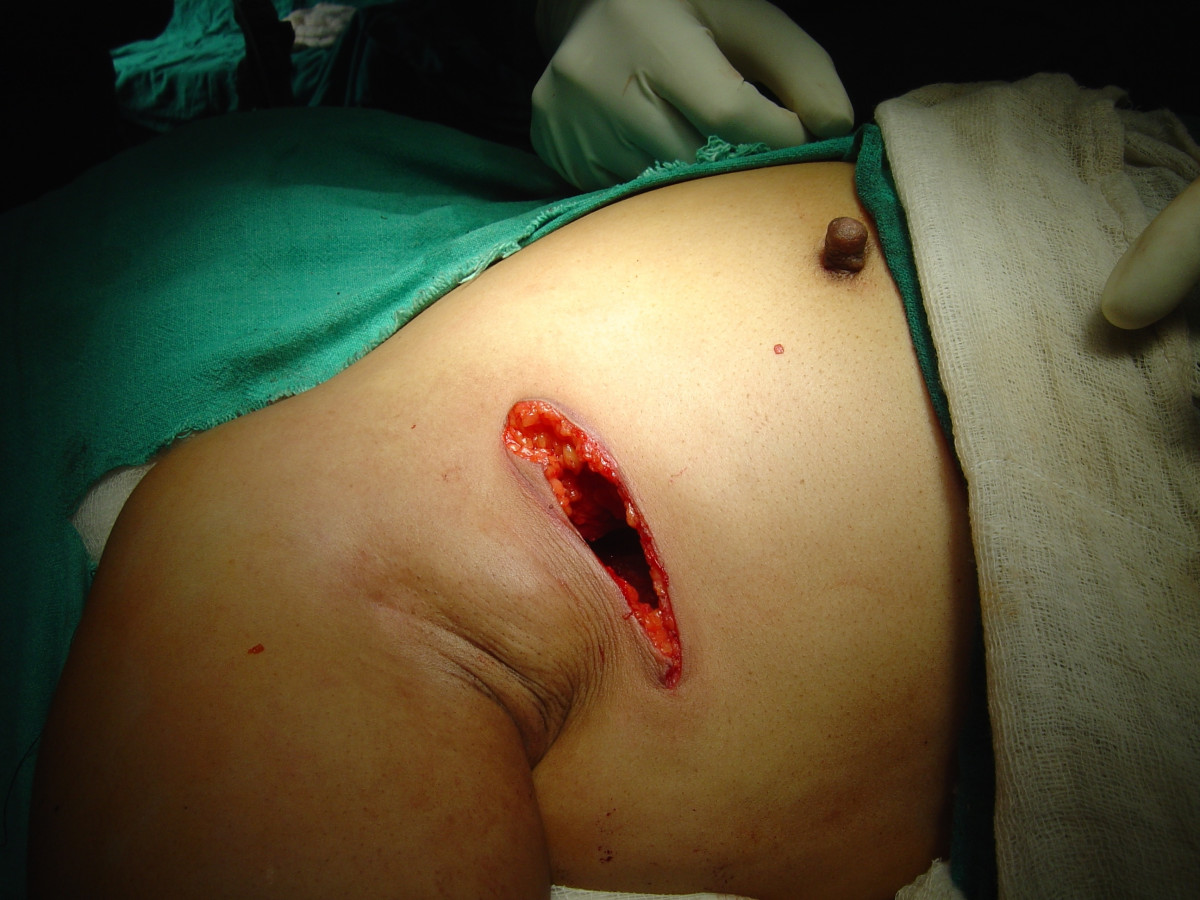
La lumpectomia e la dissezione ascellare vengono eseguite tramite un'incisione.
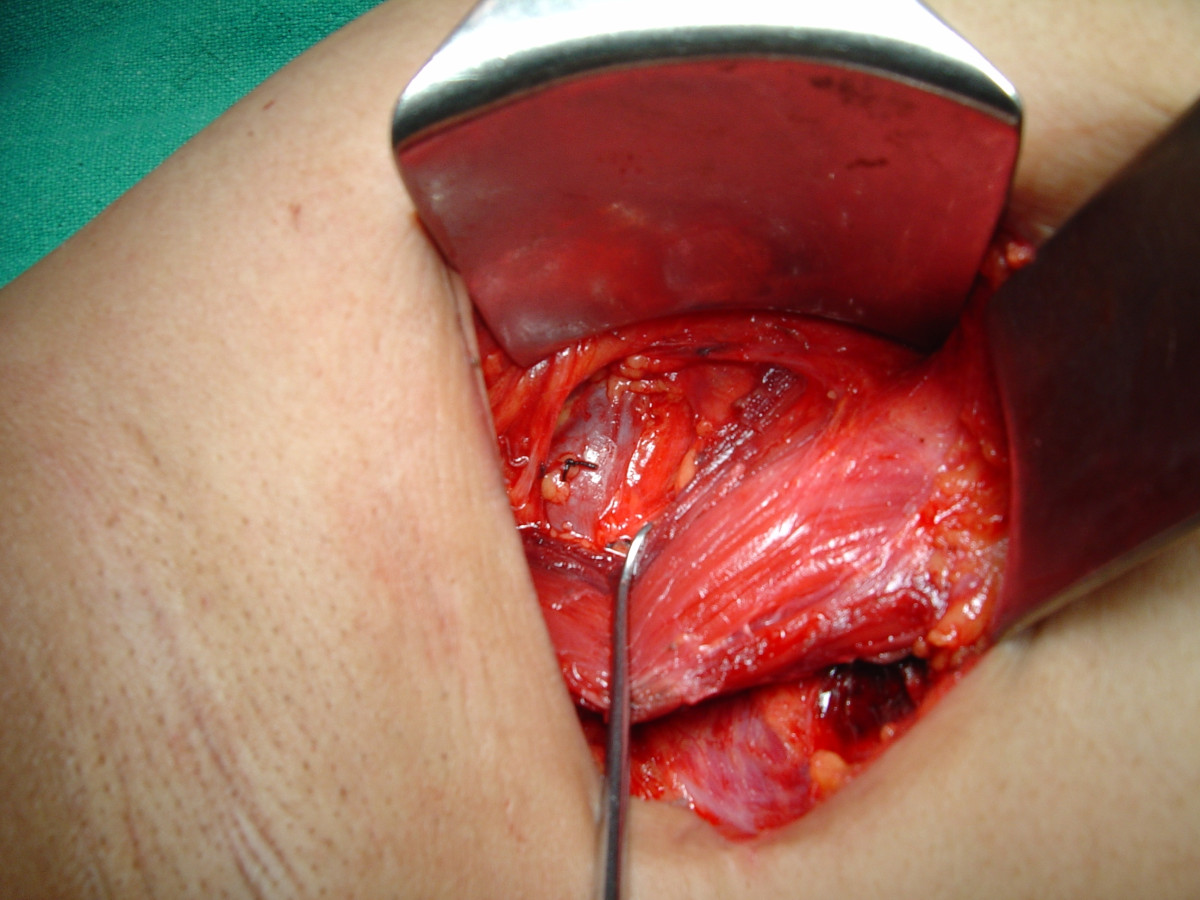
Il pettorale minore retratto mostra la clearance ascellare del gruppo di linfonodi ascellari di livello III.
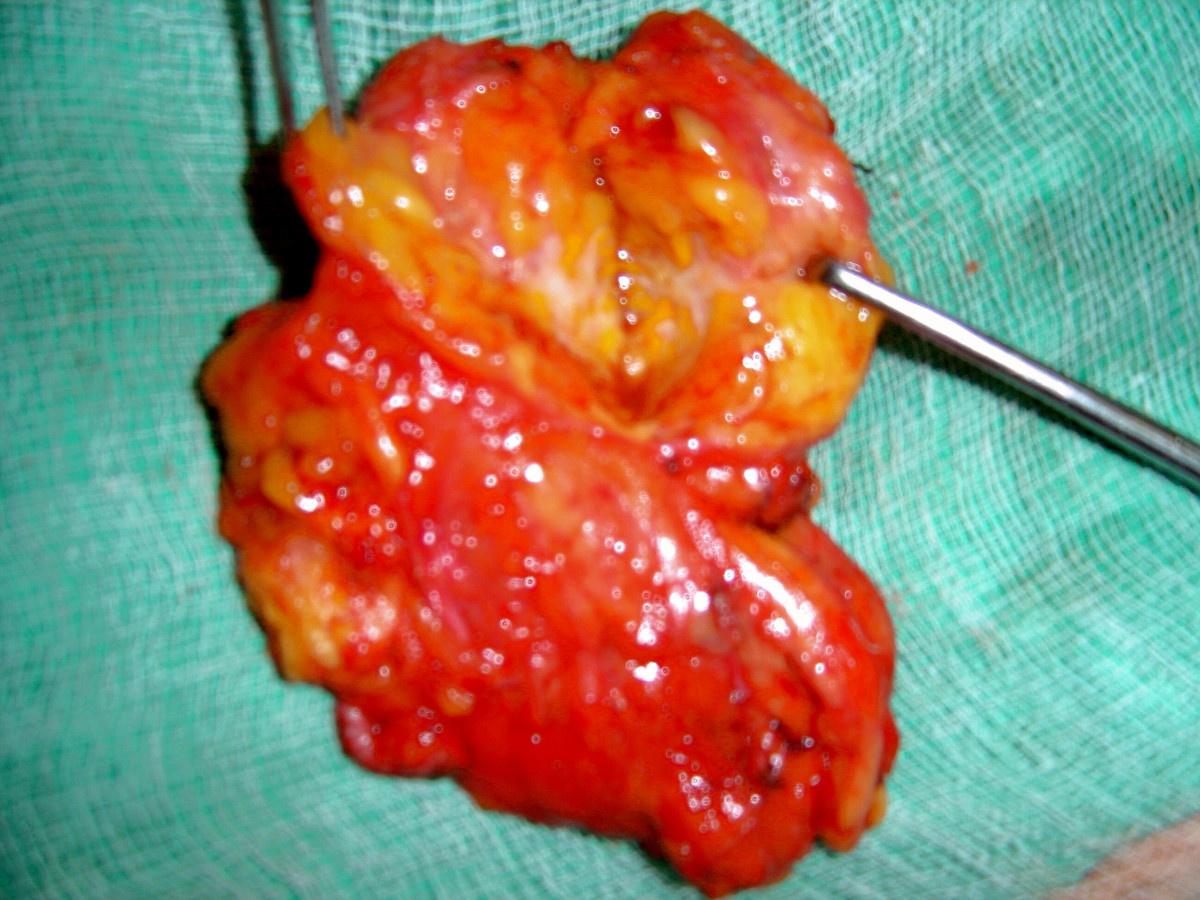
Il campione resecato